# Fjell
Gmina Fjell (norw. Fjell kommune) – norweska gmina leżąca w regionie Hordaland. Jej siedzibą jest miasto Straume.
Fjell jest 359. norweską gminą pod względem powierzchni.

## Demografia
Według danych z roku 2005 gminę zamieszkuje 20 043 osób. Gęstość zaludnienia wynosi 136,37 os./km². Pod względem zaludnienia Fjell zajmuje 44. miejsce wśród norweskich gmin.
| ludność stan na 1 stycznia 2005 |         |           |        |
|                                 | kobiety | mężczyźni | razem  |
| osób                            | 10 059  | 9984      | 20 043 |
| %                               | 50,19%  | 49,81%    | 100%   |

| wykształcenie stan na 1 października 2004 |            |         |        |          |
|                                           | podstawowe | średnie | wyższe | nieznane |
| osób                                      | 2610       | 8830    | 2744   | 257      |
| %                                         | 18,07%     | 61,15%  | 19%    | 1,78%    |

## Edukacja
Według danych z 1 października 2004:
- liczba szkół podstawowych (norw. grunnskolar): 19
- liczba uczniów szkół podst.: 3566

## Władze gminy
Według danych na rok 2011 administratorem gminy (norw. rådmann) jest Steinar Nesse, natomiast burmistrzem (norw. ordfører, d. borgermester) jest Eli Årdal Berland.